# Coupe de Luxembourg 1968-1969
La Coppa di Lussemburgo 1968-1969 è stata la 44ª edizione della coppa nazionale lussemburghese disputata tra il 3 agosto 1968 e il 11 maggio 1969 e conclusa con la vittoria dell'Union Luxembourg, al suo quinto titolo.

## Formula
Eliminazione diretta in gara unica.

### Turno di qualificazione
| Squadra 1             | Risultato   | Squadra 2             |
| --------------------- | ----------- | --------------------- |
| 3/10 e 11 agosto 1968 |             |                       |
| Blo-Weiss Itzig       | 1 − 2       | Jeunesse Koerich      |
| Jeunesse 07 Kayl      | 1 − 1 (dts) | Red Black Pfaffenthal |
| Hosingen              | 2 − 3       | Sporting Beckerich    |

### 1° Turno preliminare
| Squadra 1                   | Risultato | Squadra 2 |
| --------------------------- | --------- | --------- |
| 17 agosto 1968              |           |           |
| Les Montagnards Weiswampach | 5 − 1     | Rambrouch |

| Squadra 1            | Risultato   | Squadra 2                  |
| -------------------- | ----------- | -------------------------- |
| 18 agosto 1968       |             |                            |
| Arminia Weidingen    | 4 − 0       | Olympique Eischen          |
| AS Luxembourg        | 2 − 4       | Sandweiler                 |
| Avenir Flaxweiler    | 2 − 4       | Blo-Weiss Itzig            |
| Blo-Weiss Madernach  | 2 − 4       | Racing Troisvierges        |
| Boevange/Attert      | 4 − 1       | Jeunesse Gilsdorf          |
| Bous                 | 4 − 3       | Beyren                     |
| Hamm 37              | 2 − 4       | Yellow Boys Weiler-la-Tour |
| Hobscheid            | 1 − 0       | Gold a Ro't Wiltz          |
| Jeunesse Canach      | 2 − 3       | Kopstal 33                 |
| Jeunesse Hautcharage | 2 − 4 (dts) | UNA Strassen               |
| Mertert              | 3 − 1       | Hostert                    |
| Minière Lasauvage    | 4 − 3 (dts) | Mamer 32                   |
| Orania Vianden       | 9 − 1       | Jeunesse Junglinster       |
| Reisdorf             | 2 − 1       | SC Rodange                 |
| Tarwat Tarchamps     | 3 − 4       | Old Boys Consdorf          |
| Tricolore Gasperich  | 4 − 2       | Ehlerange                  |
| Vinesca Ehnen        | 6 − 1       | Alisontia Steinsel         |

### 2° Turno preliminare
| Squadra 1                   | Risultato   | Squadra 2                   |
| --------------------------- | ----------- | --------------------------- |
| 25 agosto 1968              |             |                             |
| Arantia Berdorf             | 11 − 1      | Colmar-Berg                 |
| Atert Bissen                | 2 − 4       | US Niederwiltz              |
| Berdenia Berbourg           | 1 − 2       | Boevange/Attert             |
| Blo-Weiss Itzig             | 2 − 3       | US Bascharage               |
| Claravallis Clervaux        | 2 − 1       | Sporting Beckerich          |
| Etoile Sportive Clemency    | 1 − 4       | Red Boys Aspelt             |
| Etoile Sportive Schouweiler | 0 − 1       | Syra Mensdorf               |
| Folschette                  | 8 − 2       | Alzetta Cruchten            |
| Hobscheid                   | 5 − 0       | Hosingen                    |
| Jeunesse Useldange          | 1 − 6       | Orania Vianden              |
| Kopstal 33                  | 3 − 2       | Jeunesse 07 Kayl            |
| Les Aiglons Dalheim         | 3 − 2       | Noertzange                  |
| Lorentzweiler               | 2 − 4       | Les Montagnards Weiswampach |
| Mansfeldia Clausen          | 2 − 0       | Sporting Bertrange          |
| Minière Lasauvage           | 5 − 0       | Bous                        |
| Mondercange                 | 0 − 5       | Tricolore Gasperich         |
| Old Boys Consdorf           | 3 − 1       | Minerva Lintgen             |
| Pratzerthal                 | 6 − 1       | Forta Beaufort              |
| Reisdorf                    | 2 − 1       | Racing Troisvierges         |
| Remich                      | 3 − 1       | Vinesca Ehnen               |
| Sandweiler                  | 3 − 3 (dts) | Blue Boys Muhlenbach        |
| Sanem                       | 2 − 0       | Jeunesse Koerich            |
| Sporting Mertzig            | 0 − 1       | Arminia Weidingen           |
| Steinfort                   | 2 − 2 (dts) | Kischpelt Wilwerwiltz       |
| Titus Lamadelaine           | 1 − 3       | Differdange                 |
| UNA Strassen                | 3 − 0       | Progrès Grund               |
| US Esch                     | 4 − 2       | Mertert                     |
| Yellow Boys Weiler-la-Tour  | 4 − 2       | Victoria Rosport            |

### 3° Turno preliminare
| Squadra 1                   | Risultato   | Squadra 2                  |
| --------------------------- | ----------- | -------------------------- |
| 1° settembre 1968           |             |                            |
| Arminia Weidingen           | 7 − 0       | Reisdorf                   |
| Blue Boys Muhlenbach        | 2 − 0       | Syra Mensdorf              |
| Boevange/Attert             | 7 − 0       | Pratzerthal                |
| Claravallis Clervaux        | 2 − 11      | Yellow Boys Weiler-la-Tour |
| Differdange                 | 10 − 0      | Les Aiglons Dalheim        |
| Folschette                  | 0 − 4       | Orania Vianden             |
| Kischpelt Wilwerwiltz       | 2 − 4       | Old Boys Consdorf          |
| Kopstal 33                  | 4 − 9       | Mansfeldia Clausen         |
| Les Montagnards Weiswampach | 3 − 2       | Arantia Berdorf            |
| Minière Lasauvage           | 3 − 2 (dts) | Remich                     |
| Sanem                       | 3 − 2       | UNA Strassen               |
| Tricolore Gasperich         | 1 − 5       | US Bascharage              |
| US Esch                     | 4 − 1       | Red Boys Aspelt            |
| US Niederwiltz              | 9 − 2       | Hobscheid                  |

### 4° Turno preliminare
| Squadra 1                  | Risultato   | Squadra 2                   |
| -------------------------- | ----------- | --------------------------- |
| 6 ottobre 1968             |             |                             |
| Alliance Dudelange         | 2 − 1       | Mansfeldia Clausen          |
| Boevange/Attert            | 1 − 0       | Chiers Rodange              |
| Daring Echternach          | 5 − 3       | Orania Vianden              |
| Egalité Weimerskirch       | 2 − 0       | Jeunesse Wasserbillig       |
| Marisca Mersch             | 2 − 4       | Résidence Walferdange       |
| Minière Lasauvage          | 3 − 0       | Amis des Sports Schifflange |
| Oberkorn                   | 3 − 2       | Etzella Ettelbruck          |
| Old Boys Consdorf          | 1 − 3       | Sporting Bettembourg        |
| Racing Rodange             | 5 − 2       | Les Montagnards Weiswampach |
| Rapid Neudorf              | 2 − 1       | Swift Hesperange            |
| Red Black Pfaffenthal      | 3 − 2       | Young Boys Diekirch         |
| Red Star Merl              | 5 − 1       | Jeunesse Biwer              |
| Stade Dudelange            | 5 − 0       | Koeppchen Wormeldange       |
| Tetange                    | 2 − 0       | CS Hollerich                |
| The Belval Belvaux         | 3 − 1       | Jeunesse Schieren           |
| US Bascharage              | 0 − 2       | Pétange                     |
| US Esch                    | 2 − 1       | The National Schifflange    |
| US Niederwiltz             | 2 − 1       | Arminia Weidingen           |
| Yellow Boys Weiler-la-Tour | 1 − 2       | Differdange                 |
| Sanem                      | 1 − 1 (dts) | Blue Boys Muhlenbach        |

| Squadra 1                   | Risultato | Squadra 2 |
| --------------------------- | --------- | --------- |
| 10 ottobre 1969 (Spareggio) |           |           |
| Blue Boys Muhlenbach        | 5 − 3     | Sanem     |

### Sedicesimi di finale
| Squadra 1             | Risultato   | Squadra 2                      |
| --------------------- | ----------- | ------------------------------ |
| 3 novembre 1968       |             |                                |
| Alliance Dudelange    | 1 − 0       | Spora Luxembourg               |
| Blue Boys Muhlenbach  | 2 − 0       | Stade Dudelange                |
| Boevange/Attert       | 1 − 3       | Template:Calcio US Differdange |
| Differdange           | 0 − 3 (dts) | Jeunesse Esch                  |
| Minière Lasauvage     | 3 − 2       | Daring Echternach              |
| Oberkorn              | 3 − 2       | Rumelange                      |
| Pétange               | 0 − 2       | Egalité Weimerskirch           |
| Rapid Neudorf         | 2 − 3       | Sporting Bettembourg           |
| Red Black Pfaffenthal | 2 − 7       | Red Boys Differdange           |
| Résidence Walferdange | 0 − 2       | Progrès Niedercorn             |
| Red Star Merl         | 0 − 2       | Avenir Beggen                  |
| Tetange               | 2 − 1       | Aris Bonnevoie                 |
| The Belval Belvaux    | 0 − 1       | Grevenmacher                   |
| US Esch               | 1 − 5       | Union Luxembourg               |
| US Niederwiltz        | 3 − 5       | Fola Esch                      |
| Racing Rodange        | 3 − 3 (dts) | Mondorf                        |

| Squadra 1                   | Risultato   | Squadra 2      |
| --------------------------- | ----------- | -------------- |
| 6 novembre 1968 (Spareggio) |             |                |
| Mondorf                     | 3 − 2 (dts) | Racing Rodange |

### Ottavi di finale
| Squadra 1            | Risultato   | Squadra 2          |
| -------------------- | ----------- | ------------------ |
| 1° dicembre 1968     |             |                    |
| Blue Boys Muhlenbach | 2 − 3       | Alliance Dudelange |
| Egalité Weimerskirch | 5 − 1       | Grevenmacher       |
| Fola Esch            | 3 − 1       | Mondorf            |
| Jeunesse Esch        | 1 − 3       | Union Luxembourg   |
| Minière Lasauvage    | 0 − 2       | Tetange            |
| Progrès Niedercorn   | 4 − 1       | Oberkorn           |
| Sporting Bettembourg | 0 − 5       | Avenir Beggen      |
| Red Boys Differdange | 2 − 2 (dts) | US Dudelange       |

| Squadra 1       | Risultato | Squadra 2            |
| --------------- | --------- | -------------------- |
| 4 dicembre 1968 |           |                      |
| US Dudelange    | 3 − 1     | Red Boys Differdange |

### Quarti di finale
| Squadra 1            | Risultato | Squadra 2          |
| -------------------- | --------- | ------------------ |
| 5 gennaio 1969       |           |                    |
| Alliance Dudelange   | 1 − 0     | US Dudelange       |
| Egalité Weimerskirch | 0 − 2     | Fola Esch          |
| Tetange              | 0 − 3     | Avenir Beggen      |
| Union Luxembourg     | 4 − 1     | Progrès Niedercorn |

### Semifinale
| Squadra 1      | Risultato | Squadra 2          |
| -------------- | --------- | ------------------ |
| 1° maggio 1969 |           |                    |
| Avenir Beggen  | 2 − 3     | Union Luxembourg   |
| Fola Esch      | 1 − 2     | Alliance Dudelange |

## Finale
| Arbitro: | Jacques Colling |

|                                            |           |                        |
| Weis 12’, 67’ Zangerle 29’ Martin 65’, 68’ | Marcatori | 24’ Bonvini 54’ Vitali |

| Union Luxembourg | Alliance Dudelange |

### Formazioni
| Union Luxembourg |    |                                  |  |          |  |
|                  |    |                                  |  |          |  |
| POR              | 1  | Roland Pletschette               |  |          |  |
| DIF              | 2  | Aly Grüneisen (80' Carlo Becker) |  |          |  |
| DIF              | 3  | Nico Braun                       |  |          |  |
| DIF              | 4  | René Schneider                   |  |          |  |
| DIF              | 5  | Jacques Mousel                   |  |          |  |
| DIF              | 6  | Aloyse Portz                     |  |          |  |
| CEN              | 7  | Guy Bernardin                    |  |          |  |
| CEN              | 8  | Jean Hemmerling                  |  |          |  |
| ATT              | 9  | Jean-Paul Martin                 |  | 65’, 68’ |  |
| ATT              | 10 | Pierre Weis                      |  | 12’, 67’ |  |
| ATT              | 11 | Jos Zangerle                     |  | 29’      |  |
| A disposizione:  |    |                                  |  |          |  |
| Allenatore:      |    |                                  |  |          |  |
| ?                |    |                                  |  |          |  |

| Alliance Dudelange |    |                                         |  |  |  |
|                    |    |                                         |  |  |  |
| POR                | 1  | Serge Bonvini                           |  |  |  |
| DIF                | 2  | Primo Baseggio                          |  |  |  |
| DIF                | 3  | Jean-Louis Simon                        |  |  |  |
| DIF                | 4  | Fernand Meneghetti                      |  |  |  |
| DIF                | 5  | George Solfa                            |  |  |  |
| DIF                | 6  | Alfred Sbroglia                         |  |  |  |
| CEN                | 7  | Jean Klein                              |  |  |  |
| CEN                | 8  | Jean-Louis Rech                         |  |  |  |
| ATT                | 9  | Berto Bonvini 29’                       |  |  |  |
| ATT                | 10 | Nibio Orioli                            |  |  |  |
| ATT                | 11 | Gust Vitali 54’ (70' Robert Cecconello) |  |  |  |
| A disposizione:    |    |                                         |  |  |  |
| Allenatore:        |    |                                         |  |  |  |
| ?                  |    |                                         |  |  |  |